# Голлербах, Сергей Львович
Сергей Львович Голлербах (англ. Serge Hollerbach; 1 ноября 1923, Детское Село — 19 февраля 2021, Нью-Йорк) — американский живописец, график, художественный критик и литератор российского происхождения.

## Биография
Родился в семье инженера завода имени Козицкого Льва Фёдоровича Голлербаха (1887—1943) и учительницы Людмилы Алексеевны Голлербах (урождённой Агаповой). Отец был участником Гражданской войны, служил в Управлении инспектора радиотелеграфа Красной армии. Мать создала в Детском Селе коллектив владельцев служебных собак для охраны колхозов и службы в Красной Армии, умерла в 1980 году в Нью-Йорке.
Начал брать уроки рисования в изостудии Воронежского Дома пионеров, куда в 1935 году были сосланы его родители. Семья вернулась домой в 1938 году.  В январе 1941 года поступил в среднюю художественную школу при Ленинградском институте живописи, скульптуры и архитектуры.
В 1942 году был вывезен с матерью немцами из оккупированного пригорода Ленинграда на работы в Германию. В 1945 году оказался в американской оккупационной зоне и отказался вернуться в СССР.
С 1946 по 1949 год учился в Мюнхенской академии художеств, о которой знал, что там учились многие русские художники.
В 1949 году получил американскую визу и переехал в США, поселился в Нью-Йорке, где с тех пор жил и работал.

## Работы находятся в собраниях
- Государственная Третьяковская галерея, Москва.
- Государственный Русский музей, Санкт-Петербург.
- Научно-исследовательский музей Российской Академии художеств, Санкт-Петербург.
- Воронежский областной художественный музей им. И. Н. Крамского, Воронеж.
- Нижегородский государственный художественный музей, Нижний Новгород.
- Дом русского зарубежья имени Александра Солженицына, Москва.

## Персональные выставки
- 2006 — «Сергей Голлербах». Библиотека-фонд «Русское Зарубежье», Москва.

## Книги
- Сергей Голлербах. Заметки художника. — London: OPI, 1983. — 104 с. pdf
- Сергей Голлербах. Свет прямой и отраженный: Воспоминания, проза, статьи. — СПб.: ИНАПРЕСС, 2003. — 320 с.
- Сергей Голлербах.Нью-Йоркский блокнот.- Нью-Йорк,2013.- 246с.